# Mi gira la testa/Ore sei
Mi gira la testa/Ore sei è un singolo di Fiorella Mannoia pubblicato nel 1971.

## Il disco
Il disco è stato prodotto ed arrangiato da Memmo Foresi. Sul lato A del disco vi è il brano Mi gira la testa composto da Memmo Foresi e Carlo Nistri, mentre sul lato B si trova il brano Ore sei composto da Enzo Perrotti.

## Tracce
Lato A
1. Mi gira la testa – 2:45 (testo: Carlo Nistri – musica: Memmo Foresi)

Lato B
1. Ore sei – 3:30 (Enzo Perrotti)

Durata totale: 6 min : 15 s